# Владімір Янош
Владімір Янош (Vladimír Jánoš, 23 листопада 1945) — чехословацький академічний веслувальник.
Бронзовий призер Олімпійських Ігор 1972 року в складі розпашної четвірки зі стерновим, учасник 1968, 1976 років.
Бронзовий призер Чемпіонату Європи 1973 року в складі розпашної четвірки зі стерновим.